# اوله باراننیک
اوله باراننیک (اوکراینی: Олег Васильович Бараннік؛ زادهٔ ۲۰ مارس ۱۹۹۲) بازیکن فوتبال اهل اوکراین است.
از باشگاه‌هایی که در آن بازی کرده‌است می‌توان به باشگاه فوتبال فورسکلا پولتاوا اشاره کرد.
وی همچنین در تیم ملی فوتبال زیر ۲۰ سال اوکراین بازی کرده‌است.